# 實現
實現（英語：Implementation，也称实施）是指应用、计划、构想、模型、设计、规范、算法或政策的执行。

## 不同領域的定义

### 计算机科学
在计算机科学中，實現是指通过程序设计和软件部署，将技术规范或算法變成为程序、软件组件或其他计算机系统。对于一个给定的规范或标准，可能存在多種实现。例如，网络浏览器包含万维网联盟推荐的多個规范的实现，软件开发工具包含多個编程语言的实现。